# Ásványtan
Az ásványtan vagy mineralógia (régebben Oryktognózia)  a földtudományok (geológia) olyan területe, amely az ásványok tanulmányozásával és rendszerezésével  foglalkozik.

## Fő részei
Az ásványtan tudománya két fő részre tagolódik: 
- általános ásványtanra és
- rendszeres ásványtanra.

## Az általános ásványtan
Az általános ásványtan fejezetei a következők:
- kristálytan/kristályalaktan – a kristályok alaki sajátságait rendszerezi,
- kristálykémia – a kristályok belső szerkezetére vonatkozó ismereteket tárgyalja,
- kristályfizika – a kristályok fizikai (például optikai) sajátságait írja le,
- ásványkémia – az ásványok kémiai tulajdonságait tanulmányozza,
- ásványgenetika – az egyes ásványfajok és ásványtársulások keletkezésével és településkörülményeivel foglalkozik.

## A rendszeres ásványtan
A rendszeres ásványtan vagy ásványrendszertan a kémiai és kristályszerkezeti rokonságuk alapján csoportosítja az ásványokat, ismerteti az ásványfajok alaki, rácsszerkezeti, fizikai és kémiai tulajdonságait, valamint keletkezési körülményeit és fontosabb lelőhelyeit.

## Nevezetes magyar mineralógusok

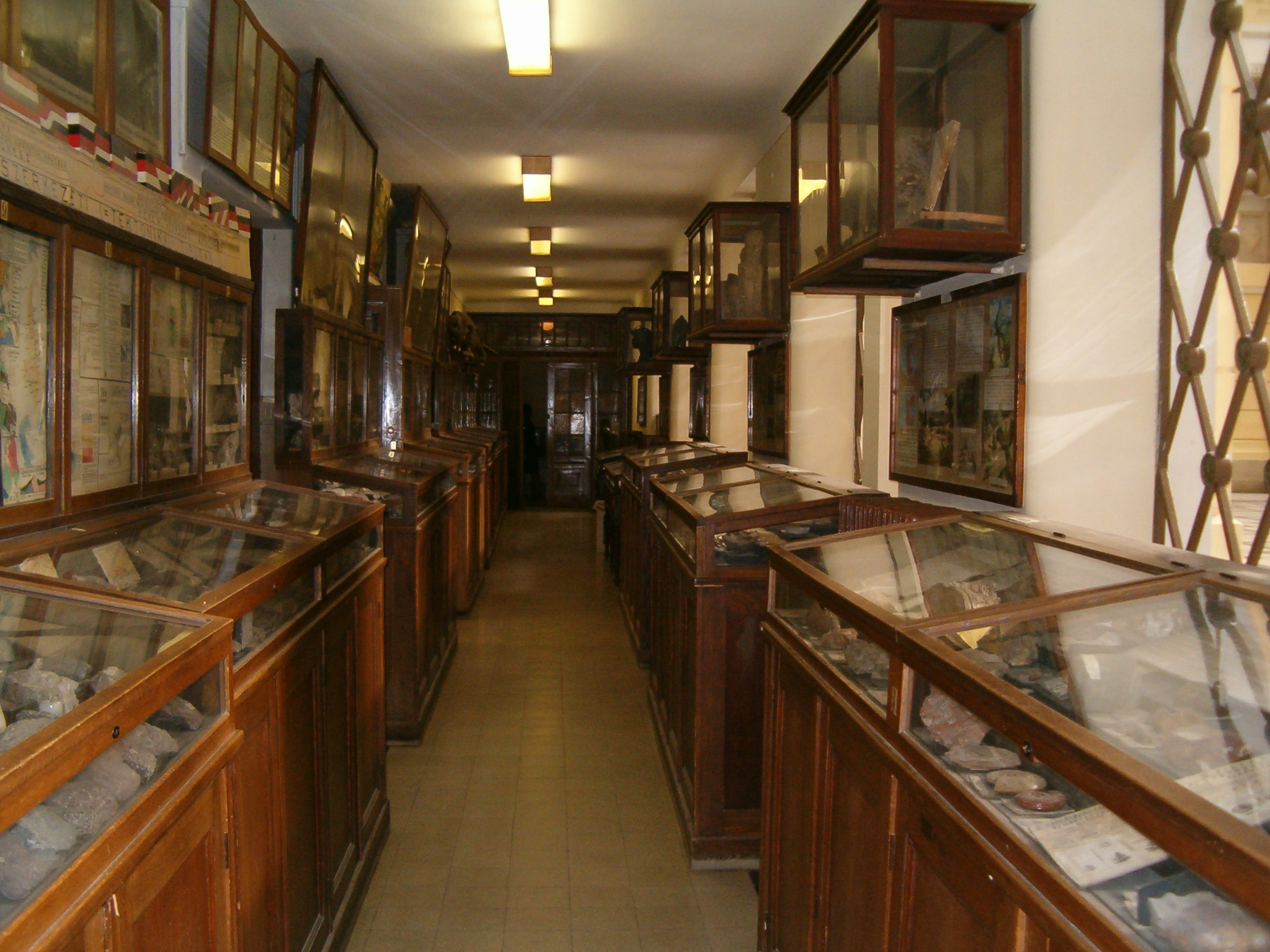
A Debreceni Egyetem Ásványtani Intézetének folyosója

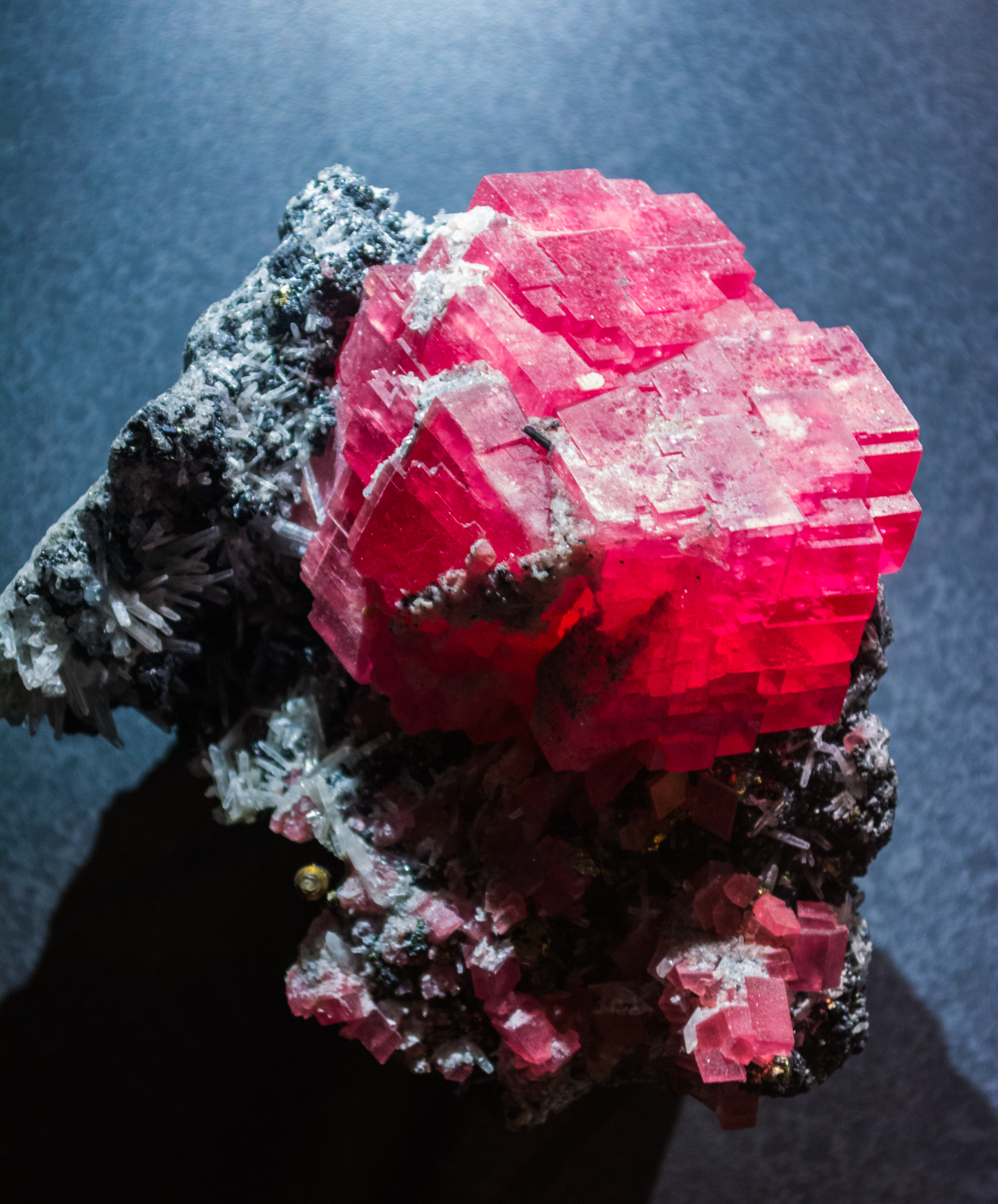
Rodokrozit karbonátásvány, Cleveland Museum of Natural History

- Benkő Ferenc (1745–1816): az első magyar ásványtani mű, a Magyar mineralógia, az az a kövek és értzek tudománya (Kolozsvár, 1786) szerzője.
- Kitaibel Pál (1757–1817): 1794-ben megállapította, hogy egyes börzsönyi ércekben egy addig ismeretlen félfém található. Ez később a Müller Ferenc által felfedezett tellúrral bizonyult azonosnak. Minthogy azonban Kitaibel megelőzte Martin Klaproth erre vonatkozó bejelentését, a tellúr felfedezői között őt is számon kell tartanunk.
- Szabó József (1822–1894): Világhírű petrográfus és mineralógus, nevéhez fűződik a budapesti egyetem ásvány-kőzettani intézetének létrehozása, számos egyetemi tankönyv megírása.
- Krenner József (1839–1920):  Eötvös Loránd egykori nevelője. 1866-tól a Magyar Nemzeti Múzeum ásványtárának őre, később igazgatója, híres mineralógus és krisztallográfus, több új ásványfaj leírója. Nevét a krennerit {(Au,Ag)Te2} ásványnév is őrzi.
- Semsey Andor (1833–1923): Az ásványtan nagy mecénása. Számos ásvány-, kőzet- és kövületgyűjteményt vásárolt meg múzeumaink számára, többek között világhírűvé fejlesztette a Nemzeti Múzeum meteoritgyűjteményét is. Nevét a semseyit {(9 PbS*4Sb2S3)} és az andorit ásványnév is őrzi.
- Koch Sándor (1896–1983): 1919 és 1935 között a Nemzeti Múzeum ásványtárának munkatársa, ahova elődje, Krenner József ajánlotta. A szegedi egyetem megalakulása után az ottani ásvány-kőzettani tanszéket vezeti (1940–1968). Két legfontosabb összefoglaló munkája a Sztrókay Kálmánnal közösen jegyzett, kétkötetes Ásványtan, valamint a hatvanas évek közepén megjelent Magyarország ásványai c. műve.
- Nemecz Ernő állami díjas (1983)
- Vendl Mária magyar női minerológus, az első magyar nő, akit bemutattak a Magyar Tudományos Akadémián.